# Hedsnabblöpare
Hedsnabblöpare (Thanatus arenarius) är en spindelart som beskrevs av Ludwig Carl Christian Koch 1872. Hedsnabblöpare ingår i släktet Thanatus och familjen snabblöparspindlar. Arten är reproducerande i Sverige. Inga underarter finns listade i Catalogue of Life.